# Dorai d'Aiguilly
Dorai d'Aiguilly (née le 18 avril 2013) est une jument Selle français de robe baie, élevée et montée en saut d'obstacles par le cavalier français Olivier Perreau.

## Histoire
Dorai d'Aiguilly naît le 18 avril 2012, à l'élevage Perreau et fils dont fait partie Olivier Perreau, caractérisé par l'affixe d'élevage d'Aiguilly et situé à Vougy, dans le département de la Loire, en France,. 
Entre son année de 4 ans et son année de 7 ans, elle ne participe à aucune finale pour jeunes chevaux, de manière à lui laisser le temps et à l'avoir en forme entre ses 10 ans et ses 16 ans. Olivier Perreau la monte pour des qualifications jeunes chevaux en 2018 et 2019. Dorai prend beaucoup d'expérience en 2022, durant son année de 9 ans.
En septembre 2023, elle permet à Olivier Perreau de participer pour la première fois aux championnats d'Europe de saut d'obstacles, à Milan
Après plusieurs mois de repos fin 2023, elle reprend la haute compétition au CSI2* d'Oliva sur un parcours à 1,40 m. Elle est qualifiée avec Perreau pour les Jeux olympiques d'été de 2024 à Paris.

## Description
Dorai d'Aiguilly est une jument de robe baie, inscrite au stud-book du Selle français,. Elle mesure 1,72 m.
Son naisseur et cavalier Olivier Perreau la décrit comme « très tranquille », mais aussi « très intelligente », car capable de dépenser son énergie « là où il faut ». Il déclare que ses qualités se sont manifestées tôt, et qu'il s'agit d'une « jument extraordinaire ». Il la décrit aussi à l'aise sur de l'herbe que sur du sable, et en intérieur comme en extérieur.

## Palmarès
Elle atteint un indice de saut d'obstacles (ISO) de 170 en 2023.
- 2022 : 2e de l'étape Coupe des nations de Rabat[6] ;
- 2023 : 8e en individuel aux championnats d'Europe de Milan ;

## Origines
Elle présente des origines éclectiques, principalement belges et secondairement françaises, néerlandaises et allemandes, puisque c'est une fille de l'étalon néerlandais Kannan, sa mère Bijou Orai étant une jument belge BWP par l'étalon Toulon,. 
Elle présente 32 % d'origines Pur-sang selon le calcul de l'institut français du cheval et de l'équitation ; 35,36 % selon le calcul du site web Hippomundo.

## Descendance
Dorai d'AIguilly est la mère de trois poulains (en juillet 2024) : Gaufrette Clairbois Z, Jalousie d'Aiguilly et Imhotep d'Aiguilly, ces deux derniers étant nés par transfert d'embryon.